# Каменка (приток Роси)
Ка́менка — река на Украине, протекает по территории Киевской и Житомирской областей, левый приток реки Роси. Длина реки — 105 км, площадь водосборного бассейна — 800 км². Протяжённость реки в границах Киевской области — 42 км. Основной приток — река Собот.

## Населённый пункты
От истока к устью на реке расположены населённые пункты:
- в Житомирской области:Бровки Первые, Ярешки, Василевка, Харлиевка, Красногорка, Каменка, Попельня (к северу), Парипсы, Саверцы, Почуйки, Ставище;
- в Киевской области: Кожанка, Трилесы, Королевка, Бортники, Пилиповка, Кищинцы, Червоное, Паляничинцы, Ковалёвка, Устимовка, Сидоры, Мазепинцы, Андреевка, Дрозды, Великополовецкое (на притоке Собот), Безугляки, Пищики, Чмыревка.